# Terremoto de Meiō de 1498
El terremoto de Meiō (明応地震 Meiō Jishin?) o terremoto de Nankai de 1498 fue un megaterremoto que ocurrió frente a la costa de la región de Nankaidō, Japón, alrededor de las 8:00 a. m. del 20 de septiembre de 1498. El terremoto fue de magnitud 8.6 Ms y generó un poderoso tsunami, conocido por haber arrasado el edificio que contenía al famoso Gran Buda del templo Kōtoku-in en Kamakura, considerado hoy Tesoro Nacional de Japón. Aunque no se conoce con exactitud el número total, se estima que hubo entre 26 000 y 31 000 fallecidos.
El nombre Meiō se refiere a la era japonesa en que ocurrió el terremoto, que abarca entre julio de 1492 y febrero de 1501.

## Tectónica

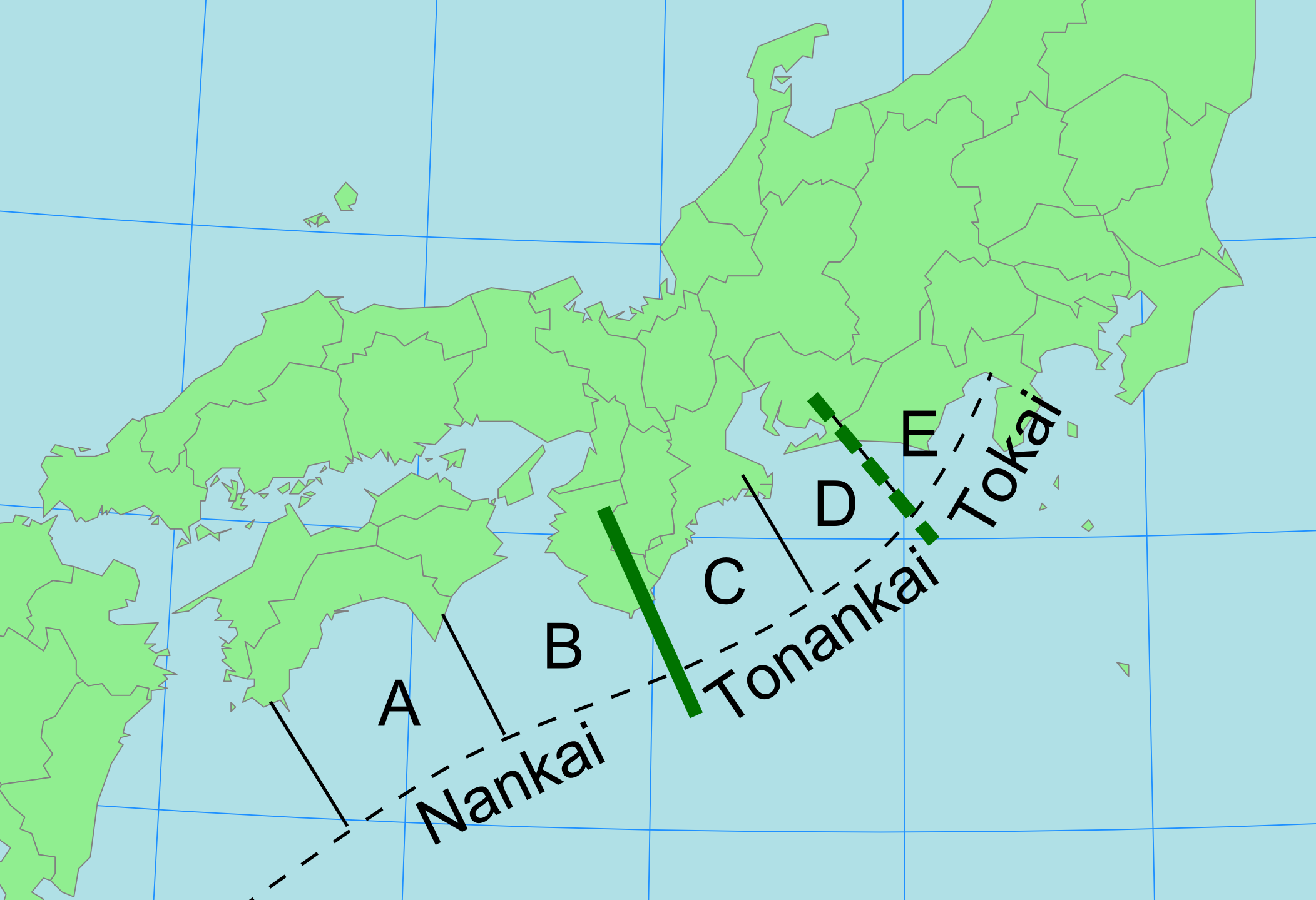
Segmentos de ruptura de la fosa de Nankai.

La costa sur de la isla de Honshū recorre de manera paralela a la fosa de Nankai, que marca la subducción de la Placa Filipina bajo la Placa Euroasiática. El movimiento en ese borde convergente genera numerosos terremotos, algunos de ellos considerados como megaterremotos. La fosa de Nankai tiene cinco segmentos (nombrados de la A a la E) que se pueden romper independientemente, y los segmentos tanto solos como juntos han generado rupturas en los últimos 1300 años.
Los megaterremotos de la fosa de Nankai tienden a ocurrir en segmentos pares, con un intervalo de tiempo relativamente corto entre ellos. Por ejemplo, tras el terremoto de 1498 sucedieron dos megaterremotos en 1854 (terremoto de Ansei-Tōkai y terremoto de Ansei-Nankai) y luego dos megaterremotos en 1944 y 1946 (terremoto de Shōwa-Tōnankai y terremoto de Shōwa-Nankai). En cada caso, los segmentos del noreste hacían ruptura en el primer megaterremoto antes que los segmentos del suroeste, al ocurrir el segundo megaterremoto.
El terremoto de 1498 se cree que creó una ruptura en los segmentos C, D y E, y posiblemente también en los A y B. Si ambos pares de segmentos presentaron ruptura, este fenómeno pudo haberse dado de manera simultánea, o muy cercanos en el tiempo o no fueron diferenciados por las fuentes históricas.

## Terremoto y tsunami

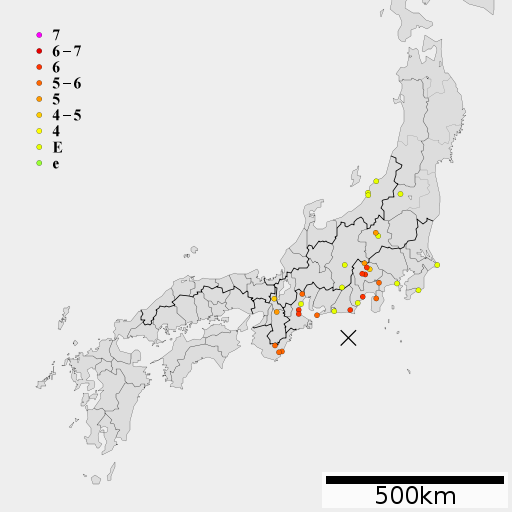
Mapa de intensidad del terremoto.

Gran Buda de Kamakura. Antes del terremoto esta estatua estaba resguardada en una edificación, pero el tsunami arrastró todo excepto la estatua, que aún se mantiene en la actualidad.

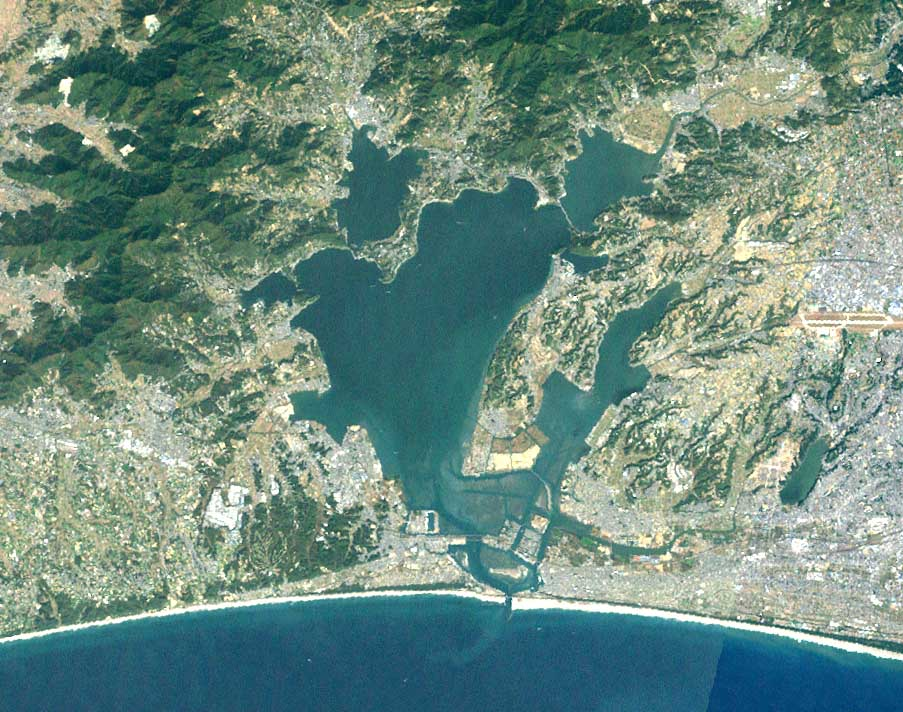
Imagen satelital del lago Hamana. El tsunami de 1498 cambió la topografía y la característica del agua del lago de dulce a salobre.

Los temblores severos generados por el terremoto fueron registrados desde la península de Bōsō en el noreste hasta la península de Kii en el suroeste. Un tsunami fue registrado en la bahía de Suruga y en Kamakura, donde destruyó la edificación que contenía la estatua del Gran Buda en el templo Kōtoku-in, y desde entonces se ha mantenido dicha estatua al aire libre. También existe evidencia de registros de licuefacción de suelo en la zona de Nankai. Depósitos de tsunami atribuidos al terremoto fueron descritos desde las llanuras costeras cercanas a la fosa de Sagami y la península de Izu.
El lago Hamana, ubicado al oeste de la ciudad de Hamamatsu, se convirtió en un lago de agua salobre debido a que el tsunami atravesó las tierras bajas que la separaban del Océano Pacífico y alteró su topografía.
| Zona actual                    | Altura estimada de la ola | Altura estimada de la ola | Altura estimada de la ola              |
| Zona actual                    | Hatori (1975)             | Iida (1985)               | Tsuji (2011)                           |
| ------------------------------ | ------------------------- | ------------------------- | -------------------------------------- |
| Kamogawa, Chiba                | 5m                        | 4-5m                      |                                        |
| Kamakura, Kanagawa             | 8-10m                     |                           |                                        |
| Enoshima, Kanagawa             |                           | 5-6m                      |                                        |
| Hachijōjima, Tokio             | 4m                        |                           |                                        |
| Nishiizu, Shizuoka             | 5m                        | 4-5m                      | 10m (Santuario Sawa)                   |
| Izu, Shizuoka                  |                           |                           | 22m (Myōsō-ji) 18m (Sakaegen-ji)       |
| Numazu, Shizuoka               |                           |                           | 20m 36.4m (Hirame Taira) 16m (Kōho-in) |
| Shimizu-ku, Shizuoka           |                           | 5-6m                      | 10m (Muramatsu)                        |
| Yaizu, Shizuoka                | 6-8m                      | 7-8m                      | 10m                                    |
| Omaezaki, Shizuoka             |                           |                           | 8m                                     |
| Kosai, Shizuoka                | 6-8m                      | 6-8m                      |                                        |
| Tahara, Aichi                  | 5-6m                      | 5-8m                      |                                        |
| Ise, Mie                       | 6-8m                      | 6-10m                     |                                        |
| Toba, Mie                      |                           | 8-15m                     |                                        |
| Shima, Mie                     |                           | 8-15m                     |                                        |
| Kumano, Mie y Shingū, Wakayama | 4-5m                      | 4-6m                      |                                        |